# 亨利县 (印第安纳州)
亨利縣（英語：Henry County）是美國印地安納州東部的一個縣。面積1,023平方公里。根據美國2000年人口普查，共有人口48,508人。縣治紐卡斯爾（New Castle）。
縣政府成立於1822年1月1日，以紀念美國開國元勳、美國獨立後首任維吉尼亞州州長派屈克·亨利（Patrick Henry）。